# Macey Stewart
Macey Stewart, née le 16 janvier 1996 à Devonport en Tasmanie, est une coureuse cycliste australienne. Elle est spécialiste de la piste, mais participe également à des épreuves sur route.

## Biographie
Elle commence le cyclisme à l'âge de huit ans, suivant l'exemple de ses frères ainées. En 2012, elle est victime d'un accident lors d'un criterium qui l'empêche de participer aux championnats d'Australie sur route. En 2013, aux championnats d'Australie sur route, elle fait partie de l'échappée victorieuse mais souffre de crampes à cinq kilomètres de l'arrivée.
En 2014, elle est percutée par derrière par un automobiliste mécontent. Par chance, elle n'est que très légèrement blessée. En avril 2015, elle chute lourdement lors de Dwars door de Westhoek.
Mi-2016, elle annonce mettre en pause sa carrière. Elle reprend la compétition en mai 2017.

## Palmarès sur piste

### Championnats du monde juniors
| Édition / Épreuve | Omnium | Poursuite par équipes |
| Glasgow 2013      | 4e     | Bronze                |
| Séoul 2014        | Or     | Or                    |

### Coupe du monde
- 2014-2015
  - 1re de la poursuite par équipes à Cali (avec Lauren Perry, Alexandra Manly et Elissa Wundersitz)
- 2018-2019
  - 1re de la poursuite par équipes à Saint-Quentin-en-Yvelines (avec Ashlee Ankudinoff, Georgia Baker et Kristina Clonan)
  - 3e de l'américaine à Saint-Quentin-en-Yvelines

### Championnats d'Océanie
| Édition / Épreuve | Poursuite individuelle | Poursuite par équipes | Course aux points | Américaine |
| Invercargill 2015 | Argent                 | Argent                | Or                |            |
| Cambridge 2017    |                        | Argent                |                   | Or         |
| Adélaïde 2018     |                        | Or                    |                   | Or         |

### Championnats d'Australie
- 2010
  -  Championne d'Australie du scratch minimes
  -  Championne d'Australie de la poursuite individuelle minimes
  -  Championne d'Australie du 500 m minimes
  - 2e de la vitesse minimes
- 2011
  - 2e de la poursuite par équipes cadettes
- 2012
  -  Championne d'Australie de la poursuite individuelle cadettes
  - 2e du scratch cadettes
  - 3e de la vitesse par équipes
  - 3e du 500 m
- 2013
  -  Championne d'Australie de la course aux points juniors
  - 2e de la poursuite juniors
  - 2e du scratch juniors
  - 3e de l'omnium juniors
- 2014
  -  Championne d'Australie de la poursuite par équipes (avec Georgia Baker, Amy Cure et Lauren Perry)
  -  Championne d'Australie de la course aux points juniors
  - 3e de la poursuite juniors
  - 3e du scratch juniors
- 2015
  -  Championne d'Australie de la poursuite par équipes (avec Georgia Baker, Amy Cure et Lauren Perry)
  - 2e de l'américaine (avec Georgia Baker)
- 2017
  -  Championne d'Australie de course à l'américaine (avec Kristina Clonan)
- 2018
  -  Championne d'Australie d'omnium

### Autres
- 2014
  - Vainqueur de la course aux points de la Super Drome Cup à Adélaïde
  - 2e du scratch de la Super Drome Cup à Adélaïde
  - 2e du scratch South Australian Track Classic à Adélaïde
  - 2e du scratch de l'Adelaide Cycling Grand Prix
  - 3e de la course aux points de la South Australian Track Classic à Adélaïde
  - 3e de la course aux points de l'Adelaide Cycling Grand Prix

## Palmarès sur route

### Palmarès par années
- 2011
  -  Championne d'Australie sur route cadettes
- 2013
  - 3e du championnat d'Australie du contre-la-montre juniors
- 2014
  -  Championne du monde du contre-la-montre juniors
  -  Championne d'Australie sur route juniors
  - 2e du championnat d'Australie du contre-la-montre juniors

### Classements mondiaux
En 2015, elle n'était pas classée par l'UCI.